# Tlalocomyia roblesi
Tlalocomyia roblesi är en tvåvingeart som först beskrevs av Leon 1943.  Tlalocomyia roblesi ingår i släktet Tlalocomyia och familjen knott.
Artens utbredningsområde är Guatemala. Inga underarter finns listade i Catalogue of Life.